# Operace Silver A (film)
Operace Silver A je český dvoudílný televizní film z roku 2007, inspirovaný skutečnou stejnojmennou válečnou operací ze začátku roku 1942. Přestože ve filmu vystupují skutečné postavy (pod svými pravými jmény, pouze jména manželů Krupkových a Hladěnových jsou změněna na Kroupovi a Hladíkovi), označuje ho Stanislav Kokoška, historik, který děj konzultoval se scenáristy, za volnou rekonstrukci skutečných událostí. Více než na práci parašutistů z Operace Silver A se film zaměřuje na osobní vztahy mezi odbojáři a vnitřní svět dvou hlavních hrdinek, Hany Kroupové (Klára Issová) a Táni Hladíkové (Tatiana Vilhelmová). Právě líčení osobních vztahů odbojářů vyvolalo pobouření mezi žijícími účastníky protinacistického odboje a členy Českého svazu bojovníků za svobodu. Asi nejvíce kontroverzní je obraz velitele skupiny Alfréda Bartoše jako sukničkáře a člověka, který během operace udělal několik osudných chyb. Podle herce Jiřího Dvořáka, který ho ve filmu ztvárnil, by ale tento obraz mohl být k pravdě blíž, než Bartošova přílišná heroizace.
Podle publicistů Miloše Doležala, Jaroslava Čvančary a historika Vojtěcha Šustka film připomíná nacistickou i komunistickou propagandu. Film podle nich obsahuje řadu nesmyslů a zkomolenin, například: parašutisté se nikdy nepředstavovali pravým jménem; zatýkání Bartoše a následná honička probíhala jinak; Potůček byl zastřelen po štvanici, kdy usnul vyčerpáním na okraji lesa; identifikace mrtvých parašutistů vypadala jiným způsobem. Především jim vadí celkové vyznění postav parašutistů Bartoše a Potůčka: „… vypadají ve filmu jako bezcharakterní floutci. Ovšem pokud by se parašutisté takto chovali, nezískali by si nikdy důvěru a přirozenou autoritu u desítek svých spolupracovníků na Pardubicku, nevydrželi by měsíce dlouhých stresů a nezemřeli by v boji. Dodnes žijí pamětníci těchto mužů – tvůrci filmu tak měli možnost zjistit, kým ve skutečnosti parašutisté byli. Neudělali to. A to, že se ve filmu některé postavy jmenují podle reálných postav a některé tak trochu jinak (Krupkovi - Kroupovi), ukazuje zbabělost i schizofrenii tvůrců pravdivě se s celým příběhem vypořádat.“
Film získal čtyři ceny Elsa. Uspěl v kategorii „nejlepší pořad v oblasti původní dramatické tvorby“ a ceny získali i režisér Jiří Strach, herečka Klára Issová a scenáristé Lucie a Josef Konášovi.
Film se natáčel v autentických lokacích v Pardubicích a v Praze.
Ve filmu několikrát zazní píseň Slunečnice v podání Inky Zemánkové a Lišáků (z filmu Hotel Modrá hvězda, 1941), kterou složil Sláva E. Nováček (hudba) a Josef Gruss (text). Hudbu nahrál Orchestr Karla Vlacha.

## Děj
Děj začíná na silvestra roku 1941. Zatímco v pardubickém hotelu Veselka slaví skupina Čechů příchod nového roku (Krupkovi (David Švehlík a Klára Issová), Hladěnovi (Ivan Trojan a Tatiana Vilhelmová), Žáčkovi (Radek Holub a Klára Sedláčková-Oltová), Pavlasovi (Martin Myšička a Lenka Krobotová) a domácí hoteliér Arnošt Košťál (Miroslav Táborský) se svou ženou (Barbora Munzarová)), nedaleko města seskočí několik parašutistů z Operace Silver A (Alfréd Bartoš (Jiří Dvořák), Jiří Potůček (Matěj Hádek)). Skupina, která slaví ve Veselce, patří ke smetánce města. Kamarádky Hanka Krupková (Klára Issová) a Táňa Hladěnová (Tatiana Vilhelmová) sní o kariéře filmových hereček a nechaly se kvůli tomu vyfotografovat v ateliéru. Košťál vede prosperující podnik, František Hladěna (Ivan Trojan) pracuje jako odhadce zabavených aut po Židech a má z toho slušný příjem (Hladěnovi žijí dokonce ve vile a zaměstnávají služku Andělu (Taťjana Medvecká)), Václav Krupka (David Švehlík) pracuje v kanceláři továrny na výbušniny, to ho ale nenaplňuje, protože před válkou byl důstojníkem a po obsazení se mu nepovedlo uprchnout do zahraničí.
Ještě té noci za Košťálem dorazí parašutista Josef Valčík (Aleš Háma) a nechá se u něho zaměstnat jako číšník. V kavárně se s Valčíkem setká jeho šéf Alfréd Bartoš a společně s Jiřím Potůčkem se zkontaktují s Košťálem a Hladěnou, později i s Krupkou (do Košťálova podniku se chodí bavit gestapáci, dělá tedy protiněmeckého zpravodaje, Hladěna má poukázky na benzín a tak pomáhá jako kurýr). Freda Bartoše si vezme Hladěna k sobě na byt a před ženou i Hanou Krupkovou ho vydává za svého bratrance. Po chvíli si ale Táňa Hladěnová všimne ve Fredově pokoji nějakých dokumentů a nábojů, a tak společně s Hankou zjistí, že jejich muži pracují pro odboj a jsou dotčeny, že to před nimi tajili. Když se odbojáři snaží u Hladěnů v domě opravit vysílačku zvanou Libuše poškozenou při seskoku, Táňa s Hanou se i přes nelibost svých manželů k nim přidají.
S odbojovou skupinou začnou spolupracovat i rodiče Krupkovi (Alois Švehlík a Dana Syslová), kteří bydlí na vsi nedaleko Pardubic. Ti nemají příliš dobrý vztah s Hanou, ale poté, co se i ona začne podílet na odboji, začnou si ji vážit a jsou na svého syna i jeho ženu hrdí. Otec Krupka nabídne pro vysílání z Libuše srub v lesích blízko Ležáků. Skupinu kontaktují také Karel Čurda (Radim Špaček) a Adolf Opálka (Jaroslav Plesl), přespí u Krupků a pak odjedou do Prahy v doprovodu Hany a Táni. Hana s Táňou potom v Praze zajdou do filmového klubu Lucerna (mezi dveřmi zahlédnou herečku Hanu Vítovou) a u vedlejšího stolu sedící vysoce postavený pražský gestapák Wilhelm Schultze (Viktor Preiss) jim objedná pití.
František Hladěna má dilema, protože mu Gerhard Clages nabízí říšské občanství a on neví, jak to má odmítnout. Fred, o kterém jeho kolegové říkají, že má ve Francii dvě snoubenky, si počíná čím dál méně opatrně, chodí po Pardubicích a místní ho začínají poznávat a začne si románek s Táňou (poté co to surově zkouší na Hanu, ale ta ho odmítne). Táňa je nervózní ze své služebné, která by to na ni mohla povědět a tak je na ni stále přísnější a pak ji dá okamžitou výpověď. Je zamilovaná do Freda, počíná si neopatrně a také nevhodně vůči své kamarádce Haně.

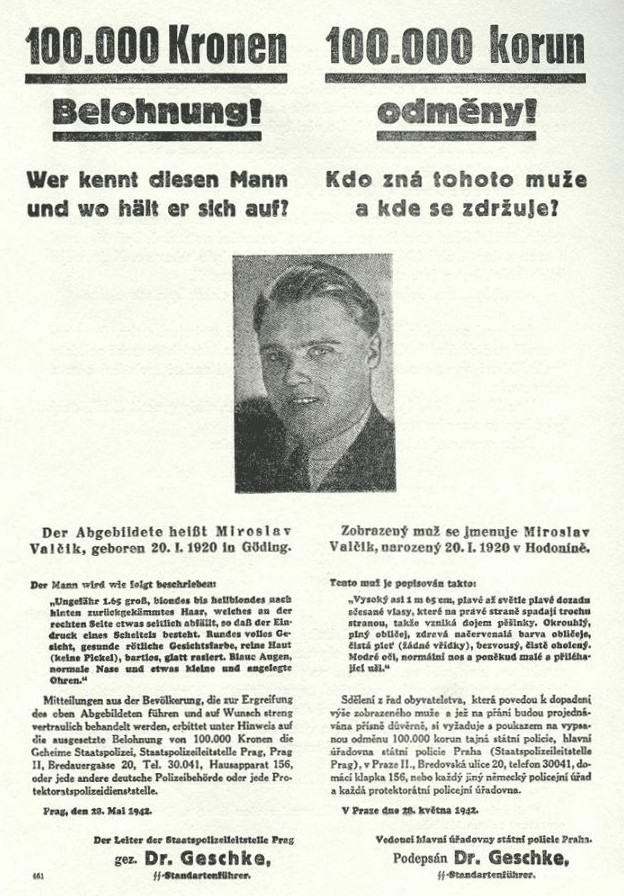
Na začátku druhého dílu filmu je tento plakát (ovšem s fotkou Aleše Hámy) rozvěšen po celých Pardubicích. (Ve skutečnosti se plakáty vyvěšovaly v Praze až druhý den po atentátu na Heydricha.)

Němci začnou usilovně pátrat po Josefu Valčíkovi. Ten se to ale rychle dozví a se svým zaměstnavatelem Košťálem zahrají připravenou scénu, během které Valčíkovi vyklouzne z rukou celá náruč talířů a rozzlobený Košťál ho hned vyhodí. Valčík prchá do Prahy. Hladěna s Krupkou spěchají varovat Freda, najdou ho ale s Táňou in flagranti. Hladěna se rozzuří, vezme i do ruky pistoli a míří na Freda a potom dokonce vyhrožuje Fredovi gestapem. S odbojem už nechce mít nic společného, ale Táňa ho nakonec přemluví, aby dál působil jako řidič. Krupka Freda ubytuje zatím u sebe, i když s tím Hana příliš nesouhlasí. Táňa, která má od svého muže zakázáno dále se stýkat s odbojovou skupinou, je tak zamilovaná do Freda, že s Hankou domluví jejich poslední setkání u Krupků doma. Tam se s Fredem vyspí (na což málem přijde domovnice Nohýnková (Jana Hlaváčová)) a Hanka Táňu vyhodí. Fred s Potůčkem se potom ve srubu v lesích pomocí vysílačky snaží navázat spojení se svými veliteli a rozmluvit jim plán atentátu na Heydricha, protože se bojí důsledků. Hanka dále udržuje spojení s uprchlým Valčíkem a jezdí za ním do Prahy. Fred onemocní a leží u Krupků, Táňa mu píše milostné dopisy. Po atentátu na Heydricha dojde k rychlému zatýkání. Fred chce s Krupkovými prchnout do Rakouska a Švýcarska, ale musí počkat, dokud nebude úplně zdravý – na čas se rozdělí a Krupkovi jedou do hotelu do Police nad Metují. Karel Čurda zatím nahlásí Schultzemu všechna jména a adresy, gestapo najde byt Krupků prázdný, ale objeví v něm Fredovy dokumenty a dopisy od Táni (také právě došlou a nevyzvednutou pozvánku od filmařů ke kamerovým zkouškám). Krupkovi jsou hned poté zatčeni v Polici, Hladěnovi doma ve své vile, Košťálovi ve Veselce, také Žáčkovi a další. Wilhelm Schultze vyslýchá Hanu a chce vědět, kde je Fred a kde má vysílačku. Hana říká, že ho nezná, ale když jí ukážou zmláceného Václava a před jejími zraky vypovídá i Čurda, slíbí spolupráci a identifikuje těla zastřelených (např. Valčíka). Schultze, který si vzpomene, že viděl Hanu v Lucerně, slíbí jí i jejímu muži záchranu života, když se s ním Hana vyspí a Hana souhlasí.
Hana Krupková vypoví, kdy se mají s Fredem potkat u nich doma a gestápaci tam s ní jedou na něj počkat. Hana ho však varuje pohledem z okna a Fred utíká. Je ale pronásledován a po honičce ulicemi Pardubic se v bezvýchodné situaci zastřelí. Hana se ještě potká v cele s Táňou a vzájemně si odpustí. Františka gestapáci rozzuření tím, jak s nimi vycházel a popíjel a přitom zároveň pracoval pro odboj, umlátí a pak vyhodí z okna do zahrady. Ostatní jsou vyvezeni autem za město a zastřeleni, pouze Hana s Václavem přežijí, Schultze dodrží slovo.

## Obsazení
| Klára Issová            | Hana Krupková           |
| Tatiana Vilhelmová      | Taťána Hladěnová        |
| Jiří Dvořák             | Alfréd Bartoš           |
| Ivan Trojan             | František Hladěna       |
| David Švehlík           | Václav Krupka           |
| Miroslav Táborský       | Arnošt Košťál           |
| Aleš Háma               | Josef Valčík            |
| Matěj Hádek             | Jiří Potůček            |
| Marek Taclík            | Hubert Freylach         |
| Viktor Preiss           | Wilhelm Schultze        |
| Jan Vondráček           | Gerhard Clages          |
| Jana Hlaváčová          | Nohýnková               |
| Taťjana Medvecká        | Anděla                  |
| Alois Švehlík           | Krupka, otec Václava    |
| Dana Syslová            | Krupková, matka Václava |
| Radim Špaček            | Karel Čurda             |
| Jaroslav Plesl          | Adolf Opálka            |
| Táňa Fischerová         | Bočková                 |
| Bára Munzarová          | Košťálová               |
| Radek Holub             | Žáček                   |
| Klára Sedláčková-Oltová | Žáčková                 |
| Lenka Krobotová         | Pavlasová               |
| Martin Myšička          | Pavlas                  |
| Oldřich Vlach           | četník                  |
| Robert Jašków           | gestapák                |
| Michael Hofbauer        | gestapák                |
| Martin Zahálka          | gestapák                |
| Petr Puha               | gestapák                |

Dále hrají Leopold Běhan, Václav Dušek, Alexander Pastier, Irena Šmídová, Jiří Wohanka, Daniel Wiesner